# Burmesische Badmintonmeisterschaft 1957
Die Burmesische Badmintonmeisterschaft 1957 fand in Rangun statt. Es war die neunte Auflage der nationalen Titelkämpfe von Myanmar (Burma) im Badminton.

## Titelträger
| Disziplin    | Sieger                 |
| ------------ | ---------------------- |
| Herreneinzel | Khin Maung Aye         |
| Dameneinzel  | Ma Chin Chu            |
| Herrendoppel | Aung Myint Myint Htoon |
| Damendoppel  | Dorris Thida           |
| Mixed        | Myint Htoon Thida      |